# Хайнрих фон Щолберг-Вернигероде
Хайнрих фон Щолберг-Вернигероде (на немски: Henrich (XII) zu Stolberg-Wernigerode; * 25 септември 1772, дворец Вернигероде; † 16 февруари 1854, дворец Вернигероде) от фамилията Щолберг, е управляващ граф на Щолберг и Гедерн (1804), от 1824 до 1854 г. граф на цялото Графство Вернигероде, което е към Кралство Прусия. Той е политик и народен представител.

## Биография
Той е най-големият син на граф Кристиан Фридрих фон Щолберг-Вернигероде (1746 – 1824) и съпругата му графиня Августа Елеонора фон Щолберг-Щолберг (1748 – 1821), сестра на граф Карл Лудвиг фон Щолберг-Щолберг (1742 – 1815), дъщеря на граф Кристоф Лудвиг II фон Щолберг-Щолберг (1703 – 1761) и графиня Луиза Шарлота фон Щолберг-Росла (1716 – 1796).
Хайнрих фон Щолберг-Вернигероде е възпитаван от частни учители и след това следва до 1790 г. (с прекъсване през 1789 заради революционните събития) в Страсбург. Продължава следването си в Гьотинген, а след дипломирането си се грижи за управлението на имотите си.
Хайнрих е на страната на Наполеон Бонапарт и става „оберщалмайстер“ в Кралство Вестфалия. От 1808 до 1813 г. той е член на „имперските племена“ на Кралство Вестфалия. През 1813 г. той е съветник на окръг Остервик. Граф Хенрих представя целия род Щолберг при Виенския конгрес.
През 1825 г. той е член на „пруския държавен съвет“ (1817 – 1918). От 1825 до 1854 г. е член на „саксонското провинциално народно събрание“. В провинция Саксония в периода 1825 – 1845 г. е като „ландтаг-маршал“ или президент. От 1847 до 1848 г. е член на „Обединения Ландтаг“. От 1824 до 1854 г. управлява графството Вернигероде в региона Магдебург на пруската провинция Саксония. Като наследствен племенен господар той е член на „Племенното събрание“ на Кралство Хановер, „1. Племенна камера“ в Кралство Хановер и във Великото херцогство Хесен. Граф Хенрих е домхер в Халберщат, рицар на кралския пруски Орден Черен орел и на „Йоанитския орден“.
Умира на 16 февруари 1854 г. във Вернигероде на 81 години и е погребан там.

## Фамилия
Първи брак: с принцеса Каролина Александрина Хенриета Жанета (Жѐни) фон Шьонбург-Валденбург (* 4 октомври 1780, Валденбург; † 29 август 1809, Вернигероде), дъщеря на 1. княз Ото Карл Фридрих фон Шьонбург-Валденбург (* 2 февруари 1758; † 29 януари 1800) и графиня Хенриета Елеанора Елизабет Ройс-Кьостриц (* 28 март 1755; † 14 септември 1829). Съпругата му Жѐни умира на 28 години след раждането на синът им Рудолф. Те имат децата:
- Елеонора (* 26 септември 1801, Илзенбург; † 14 март 1827, Клипхаузен), омъжена на 21 февруари 1819 г. във Вернигероде за княз Хайнрих LXIII Ройс-Кьостриц (* 18 юни 1786, Берлин; † 27 септември 1841, Щонсдорф)
- Херман фон Щолберг-Вернигероде (* 15 декември 1802, Вернигероде; † 16 февруари 1841), наследствен граф на Щолберг-Вернигероде, женен на 22 август 1831 г. в Михелщат за графиня Емма фон Ербах-Фюрстенау (* 11 юли 1811, дворец Фюрстенау; † 1 декември 1889, дворец Илзенбург), дъщеря на граф Албрехт фон Ербах-Фюрстенау, родители на княз Ото фон Щолберг-Вернигероде
- Бернхард (* 20 октомври 1803; † 6 март 1824)
- Бото фон Щолберг-Вернигероде (* 4 май 1805; † 4 август 1881), историк, женен на 15 август 1843 г. в Михелщат за графиня Аделхайд Шарлота Виктория фон Ербах-Фюрстенау (* 10 януари 1822, Фюрстенау; † 21 април 1881), дъщеря на граф Албрехт фон Ербах-Фюрстенау, сестра на Емма фон Ербах-Фюрстенау
- Каролина (* 16 декември 1806, Гедерн; † 26 август 1896, Щонсдор), омъжена на 11 май 1828 г. във Вернигероде за княз Хайнрих LXIII Ройс-Кьостриц (* 18 юни 1786, Берлин; † 27 септември 1841, Щонсдорф), съпругът на умрялата ѝ сестра Елеонора
- Едуард и Кристоф (близнаци 1808 – 1808)
- Рудолф фон Щолберг-Вернигероде цу Гедерн (* 29 август 1809; † 26 май 1867, Гедерн), женен на 28 октомври 1851 г. за графиня Августа фон Щолберг-Вернигероде (* 12 януари 1823; † 10 декември 1864, Вюрцбург), дъщеря на граф Фердинанд фон Щолберг-Вернигероде

Втори брак: на 30 декември 1810 г. в Берлин с фрайин Еберхардина фон дер Реке (* 25 януари 1785; † 24 октомври 1851), дъщеря на пруския държавен министър фрайхер Еберхард фон дер Реке (* 15 декември 1744; † 20 март 1816) и фрайин Елиза Доротея Луиза Винке (* 9 януари 1763; † 24 октомври 1838). Бракът е бездетен.